# El otro lado... un acercamiento a Lavapiés
Pour plus de détails, voir Fiche technique et Distribution.
El otro lado... un acercamiento a Lavapiés est un film réalisé en 2002.

## Synopsis
El otro lado... un acercamiento a Lavapiés est un documentaire qui cherche à se rapprocher des communautés immigrées majoritaires qui vivent dans le quartier madrilène de Lavapiés : les Chinois, les Latino-américains, les Arabes, les Bengalis et les Africains subsahariens. Le quartier est un prétexte pour tenter d’observer les communautés immigrées lorsqu’elles côtoient, « sur le plan spatial », d’autres ethnies. Dans ce cas, comment fonctionne l’espace, quel est son avenir, comment va-t-il évoluer. À travers les témoignages personnels et l’observation des activités des immigrés, le documentaire tente d’aborder toutes les questions et les doutes concernant le métissage, le mode de fonctionnement des ghettos, la raison de leur existence, et les thèmes du racisme, du rejet, des luttes des immigrés, des conflits qui existent, de la loi et des politiques d’immigration de l’État espagnol et de la Communauté européenne.

## Fiche technique
- Réalisation : Básel Ramsis
- Production : Dayra Arts S.L., Básel Ramsis
- Scénario : Básel Ramsis, con la colaboración de/avec la collaboration de Jorge Ibáñez, Jesús Vinuesa, Miguel Vila
- Image : Juana Jiménez, Alfonso Postigo, Javier Palacios
- Son : Gabriel Hernández, Claudio Ariani
- Montage : Renato Sanjuán, José Recuenco
- Entretiens : Jorge Ibáñez, Básel Ramsis, África Planet, Puerto García, Juana Jiménez, Jesús Vinuesa